# 2-Iodcyclopent-2-enon
2-Iodcyclopent-2-enon ist eine chemische Verbindung aus der Gruppe der cyclischen Alkenone.

## Darstellung
2-Iodcyclopent-2-enon kann auf direktsynthetische Art aus Cyclopentenon und Iod hergestellt werden. Dazu werden die beiden Edukte in einer wässrigen THF-Lösung mit DMAP als Katalysator und einer Base wie Kaliumcarbonat aufgelöst und einige Zeit bei Raumtemperatur gerührt. Schon nach einer Stunde ist der Umsatz vollständig. Der dabei ablaufende Reaktionsmechanismus entspricht dem der Baylis-Hillman-Reaktion. Somit wird das eingesetzte Diiod formal in ein Iodid-Ion und ein Iodonium-Ion gespalten und muss daher im Überschuss zugesetzt werden. Die Reaktion lässt sich auf andere α,β-ungesättigte Ketone übertragen, liefert aber außer für die Edukte Cyclopentenon und Cyclohexenon nur in wenigen Fällen vollständigen Umsatz.
Eine frühere Synthese geht ebenfalls von Cyclopentenon aus, setzt aber das gefährliche Iodazid als Iodierungsreagenz ein.

## Eigenschaften
In der 2-Position können Stille-Kupplungen durchgeführt werden.